# 2863 Бен Меєр
2863 Бен Меєр (2863 Ben Mayer) — астероїд головного поясу, відкритий 30 серпня 1981 року.
Тіссеранів параметр щодо Юпітера — 3,174.